# Чемпіонат СРСР з футболу 1973: перша зона другої ліги
Чемпіонат УРСР з футболу 1973 — 3-й турнір серед команд української зони другої ліги. Тривав з 31 березня по 27 жовтня 1973 року.

## Огляд
Першість 1973 року проходила за новою формулою, якщо матч завершувався внічию — пробивалися післяматчеві пенальті. Переможець серії одинадцяти метрових ударів отримував одне очко, переможений — нуль.
Чемпіоном УРСР стала сімферопольська «Таврія» (старший тренер — Олександр Гулевський). Срібні і бронзові нагороди отримали відповідно житомирський «Автомобіліст» (старший тренер — Валерій Стародубов) та миколаївський «Суднобудівник» (старший тренер — Євген Лемешко).
У першості був забитий 1182 м'яча в 506 зустрічах. Це в середньому 2,34 на гру. «Рубіновий кубок» газети «Молодь України», приз для найрезультативнішої команди чемпіонату, отримала «Таврія» (75 забитих м'ячів).
Перемогу в суперечці бомбардирів ліги здобув Микола Русин з ужгородської «Говерли» (28 забитих м'ячі).
По завершенні сезону лігу залишили «Шахтар» (Горлівка), «Шахтар» (Макіївка), «Хімік» (Сєвєродонецьк), «Шахтар» (Кадіївка), «Локомотив» (Донецьк), «Металург» (Жданов).

## Підсумкова таблиця
| Місце | Команда                    | В  | ВП | ПП | П  | М'ячі | О  |
| ----- | -------------------------- | -- | -- | -- | -- | ----- | -- |
| 1     | «Таврія» (Сімферополь)     | 26 | 6  | 4  | 8  | 75—36 | 58 |
| 2     | «Автомобіліст» (Житомир)   | 25 | 3  | 2  | 14 | 62—36 | 53 |
| 3     | «Суднобудівник» (Миколаїв) | 23 | 6  | 7  | 8  | 69—35 | 52 |
| 4     | «Говерла» (Ужгород)        | 24 | 3  | 5  | 17 | 65—52 | 51 |
| 5     | «Локомотив» (Вінниця)      | 18 | 11 | 5  | 10 | 64—33 | 47 |
| 6     | «Шахтар» (Горлівка)        | 18 | 9  | 3  | 14 | 58—47 | 45 |
| 7     | «Авангард» (Севастополь)   | 16 | 13 | 3  | 12 | 44—40 | 45 |
| 8     | «Кривбас» (Кривий Ріг)     | 18 | 6  | 10 | 10 | 53—45 | 42 |
| 9     | «Динамо» (Хмельницький)    | 18 | 5  | 10 | 11 | 57—45 | 41 |
| 10    | «Локомотив» (Херсон)       | 17 | 5  | 10 | 12 | 49—33 | 39 |
| 11    | СК «Чернігів»              | 18 | 2  | 6  | 18 | 63—56 | 38 |
| 12    | «Зірка» (Кіровоград)       | 16 | 4  | 6  | 18 | 63—57 | 36 |
| 13    | «Шахтар» (Макіївка)        | 15 | 5  | 9  | 15 | 50—48 | 35 |
| 14    | «Буковина» (Чернівці)      | 14 | 7  | 5  | 18 | 44—52 | 35 |
| 15    | «Хімік» (Сєвєродонецьк)    | 12 | 9  | 5  | 18 | 51—64 | 33 |
| 16    | «Фрунзенець» (Суми)        | 14 | 4  | 7  | 19 | 49—47 | 32 |
| 17    | «Шахтар» (Кадіївка)        | 15 | 2  | 3  | 24 | 42—70 | 32 |
| 18    | «Колос» (Полтава)          | 12 | 7  | 1  | 24 | 44—68 | 31 |
| 19    | Команда міста Луцька       | 11 | 8  | 3  | 22 | 25—50 | 30 |
| 20    | «Будівельник» (Тернопіль)  | 13 | 3  | 13 | 15 | 45—55 | 29 |
| 21    | «Авангард» (Рівне)         | 11 | 5  | 7  | 21 | 34—57 | 27 |
| 22    | «Локомотив» (Донецьк)      | 9  | 6  | 5  | 24 | 35—72 | 24 |
| 23    | «Металург» (Жданов)        | 10 | 4  | 4  | 26 | 41—84 | 24 |

Примітка: У випадку, якщо матч завершувався внічию, команди пробивали післяматчеві пенальті; переможець серії пенальті отримував 1 очко, переможений — 0.

## Результати
```
                1   2   3   4   5   6   7   8   9   10  11  12  13  14  15  16  17  18  19  20  21  22  23 
1.Таврія        xxx 2-1 2-0 1-0 1-0 4-2 4-0 2-1 1-0 1-0 0-0 3-1 1-1 2-0 1-1 1-0 3-1 3-0 0-1 3-0 2-0 3-1 7-1  
2.Автомобіліст  2-1 xxx 2-0 2-0 2-1 3-0 2-0 3-1 4-0 1-2 2-1 1-0 2-1 5-0 3-1 1-0 2-1 1-1 0-0 1-0 2-0 3-0 2-0  
3.Суднобудівник 2-0 2-1 xxx 3-1 0-0 1-0 2-0 2-0 1-4 0-0 2-1 2-0 5-1 2-0 2-1 1-1 2-0 2-0 5-0 1-1 1-0 6-1 1-0  
4.Говерла       1-0 2-1 1-0 xxx 3-2 2-1 2-1 6-2 2-0 0-1 3-1 2-1 2-1 1-0 0-0 1-0 1-0 3-1 2-1 4-1 1-2 2-1 4-0  
5.Локомотив (В) 0-0 0-1 0-2 1-1 xxx 1-0 4-0 0-0 0-0 1-0 2-0 4-1 3-0 1-1 1-0 2-0 3-1 3-1 3-0 0-0 1-1 4-0 6-0  
6.Шахтар (Г)    2-2 0-2 0-0 4-0 1-1 xxx 0-1 0-2 1-2 1-1 3-1 1-0 0-0 2-0 3-1 2-0 1-0 2-1 2-0 3-2 3-0 3-0 1-0  
7.Авангард (С)  1-2 0-0 0-0 0-2 2-0 3-1 xxx 1-1 1-0 0-0 2-0 0-0 2-0 0-0 0-0 1-1 4-1 1-0 1-0 3-0 1-0 2-1 2-2  
8.Кривбас       2-1 3-1 2-1 0-0 0-3 0-0 1-1 xxx 3-1 0-0 2-1 1-1 1-1 2-0 3-0 0-0 0-0 1-2 1-1 3-1 1-0 2-0 3-1  
9.Динамо        2-3 1-0 1-1 1-0 1-0 0-0 0-0 0-0 xxx 2-1 3-0 0-0 2-2 0-0 1-1 2-1 1-0 2-1 4-0 1-1 2-0 3-3 5-1  
10.Локомотив (Х)1-4 1-2 0-0 4-0 0-1 0-0 0-0 1-0 3-1 xxx 1-1 2-0 1-0 1-0 3-0 2-2 3-0 5-1 0-0 0-0 3-1 0-1 2-0  
11.Чернігів     2-2 1-2 1-1 2-2 0-1 1-2 1-0 3-0 0-0 0-4 xxx 0-1 3-2 1-1 4-0 0-0 4-0 1-2 0-1 4-0 3-2 3-0 3-0   
12.Зірка        2-0 0-0 1-2 3-2 2-2 2-1 1-3 2-3 1-1 0-0 2-0 xxx 3-2 1-0 5-1 1-0 4-0 2-2 0-1 0-0 2-0 4-0 5-3  
13.Шахтар (М)   0-1 2-0 0-0 3-0 0-1 3-1 1-0 0-0 1-2 3-0 0-2 2-1 xxx 1-0 0-0 2-0 2-0 0-1 0-0 2-2 2-0 1-0 1-2  
14.Буковина     0-0 1-0 3-2 2-2 1-1 1-0 2-1 2-0 1-2 1-1 2-0 2-3 2-2 xxx 1-2 2-1 3-1 2-0 1-0 2-0 3-0 1-1 1-0  
15.Хімік        1-1 0-1 1-1 0-2 2-1 2-2 1-0 1-2 3-2 0-0 1-2 3-3 0-0 2-1 xxx 2-0 1-2 3-1 2-1 0-2 2-0 7-1 0-0  
16.Фрунзенець   1-2 3-1 1-1 2-3 3-2 0-1 1-2 1-0 1-0 3-0 3-2 1-0 0-0 2-1 1-1 xxx 4-0 5-1 4-0 1-2 2-0 2-1 1-0  
17.Шахтар (К)   2-1 1-0 1-2 2-0 1-1 3-3 2-0 0-1 1-1 1-0 0-1 0-2 3-1 4-2 0-2 1-0 xxx 2-0 2-1 0-3 0-1 0-2 1-0  
18.Колос        0-2 1-0 1-1 2-3 0-0 1-2 1-1 0-1 0-0 1-2 1-2 2-1 2-3 0-0 2-0 2-0 2-1 xxx 1-0 1-0 3-1 2-2 1-2  
19.Луцьк        0-1 1-0 1-3 0-0 1-0 1-3 0-2 0-0 2-1 1-2 1-2 1-0 0-1 0-1 1-2 2-0 0-0 1-0 xxx 0-0 1-1 1-0 2-0  
20.Будівельник  3-2 0-0 0-2 0-1 1-1 0-0 1-1 1-2 1-2 1-0 1-2 2-1 2-2 2-1 4-2 1-1 4-2 1-0 1-0 xxx 1-0 0-0 1-0  
21.Авангард (Р) 0-2 1-0 3-2 0-0 2-2 1-1 1-1 1-1 2-1 0-1 0-1 2-1 1-2 0-0 2-1 0-0 1-2 1-0 1-1 0-0 xxx 2-0 3-2  
22.Локомотив (Д)1-1 1-2 1-0 0-0 0-3 2-1 0-1 1-3 1-2 1-0 1-2 3-0 0-0 2-0 0-0 1-0 0-1 1-2 0-0 1-1 0-0 xxx 2-0  
23.Металург     0-0 3-1 1-3 3-1 1-1 0-2 2-2 2-2 0-1 1-1 1-4 0-3 0-2 2-0 2-1 0-0 1-2 2-1 1-0 3-1 0-1 2-1 xxx
```

## Бомбардири
Найкращі голеадори чемпіонату УРСР:
| Футболіст       | Команда                  | Голи |
| --------------- | ------------------------ | ---- |
| Микола Русин    | «Говерла» (Ужгород)      | 28   |
| Юрій Аджем      | «Таврія» (Сімферополь)   | 17   |
| Віктор Кащей    | «Зірка» (Кіровоград)     | 16   |
| Валентин Дзіоба | СК «Чернігів»            | 16   |
| Володимир Чирва | «Автомобіліст» (Житомир) | 15   |
| Володимир Дзюба | «Локомотив» (Вінниця)    | 15   |

Найкращі бомбардири клубів і гравці, які забили не менше 10 голів:
- «Таврія» — Юрій Аджем (19), Микола Климов (16), Іван Авдєєв (12), Анатолій Коробочка (12), Юрій Лепестов (10)[1];
- «Автолобіліст» — Володимир Чирва (15), Микола Васютин (12), Олександр Котов (10);
- «Суднобудівник» — Павло Ніколаєс (12);
- «Говерла» — Микола Русин (28);
- «Локомотив» (Вінниця) — Володимир Дзюба (15), Павло Богодєлов (12), Петро Яковлєв (10);
- «Шахтар» (Горлівка) — Валерій Кильдяков (12), Юрій Мороз (11);
- «Авангард» (Севастополь) — Віталій Шаличев (11);
- «Кривбас» — Федір Лазарчук (11), Олег Усов (10);
- «Динамо» — Віктор Клочко (13), Руслан Суанов (13), Григорій Іщенко (10);
- «Локомотив» (Херсон) — Анатолій Лебідь (11);
- СК «Чернігів» — Валентин Дзіоба (16);
- «Зірка» — Віктор Кащей (16), Анатолій Котов (14);
- «Шахтар» (Макіївка) — Анатолій Куліш (12);
- «Буковина» — Володимир Воронюк (14);
- «Хімік» — Дмитро Бабаков (6)[2];
- «Фрунзенець» — Валерій Жилін (10);
- «Шахтар» (Кадіївка) — Іван Шопа (10);
- «Колос» — Василь Курилов (10);
- Команда м. Луцьк — Степан Рибак (4);
- «Будівельник» — Анатолій Філатченков (7)[2];
- «Авангард» (Рівне) — Борис Малахов (7);
- «Локомотив» (Донецьк) — Віктор Верещак (6), Богдан Кесло (6)[2];
- «Металург» — Леонід Агібалов (7), Валентин Герліванов (7).

## Призери
| 1. «Таврія» |
| Воротарі: Геннадій Лисенчук (25, 16п), Володимир Занін (23, 17п). Захисники: Володимир Лущенко (49), Геннадій Гусєв (48, 1), Олег Жилін (48, 1), Анатолій Морозов (35, 1), Вадим Кондрашов (30), Георгій Мурський (25), Костянтин Панчик (9, 1), Валерій Седачов (5), Анатолій Шульженко (4). Півзахисники: Іван Авдєєв (49, 12), Анатолій Кванін (47, 4), Юрій Аджем (40, 19), Анатолій Коробочка (36, 12), В'ячеслав Комаров (23, 2), Анатолій Майборода (15, 2), Віктор Паєвський (1), Сергій Шеліков (1). Нападники: Віктор Орлов (47, 8), Юрій Лепестов (45, 10), Микола Климов (40, 16), Микола Жолудєв (1), Анатолій Кескюла (1). Автогол: Черемін («Шахтар» Кадіївка) Старший тренер — Олександр Гулевський, начальник команди — Анатолій Заяєв, тренер — Анатолій Архипов. |
| 2. «Автомобіліст» (Житомир) |
| Воротарі: Валентин Журба (41), Анатолій Воронцов (6), Віктор Козирацький (1). Захисники: Віталій Горбач (44), Борис Кравчук (42, 1), Валерій Козинець (35), Віктор Пестриков (29, 3), Роман Журавський (20, 1), Петро Білий (16), Ростислав Гордєєв (7), Володимир Гуменюк (6). Півзахисники: Віталій Сладковський (42, 5), Микола Васютін (40, 12), Микола Батюта (40, 4), Василь Зеленський (29), В'ячеслав Нагін (22, 2), Володимир Нешта (4), Олег Янчевський (1). Нападники: Володимир Чирва (42, 15), Олександр Котов (37, 10), Микола Пінчук (36, 7), Олександр Горєлов (19, 1), Геннадій Шаронов (4, 1). Старший тренер — Валерій Стародубов, начальник команди — Микола Сосюра, тренер — Віктор Котляренко.                                                                |
| 3. «Суднобудівник» |
| Воротарі: Віктор Лейнер, Іван Балан, Томаш Сицинський. Захисники: Михайло Сарабін, Юрій Бойко, Дмитро Кисельов, Борис Кривошей, Віктор Шеховцев, Олександр Чунихін, Анатолій Єремєєв. Півзахисники: Володимир Булгаков, Олександр Авер'янов, Валерій Сілецький, Олександр Горбик, Олександр Кімалов, Роман Давид. Нападники: Павло Ніколаєс, Євген Даннекер, Євген Дерев'яга, Євген Сатаєв, Іван Шопа, Віктор Бондаревський. Старший тренер — Євген Лемешко, начальник команди — Яків Борисов, тренер — Анатолій Норов. |

## Перехідний турнір
| М  | Команда                 | І | В | ВП | ПП | П | М     | О |
| -- | ----------------------- | - | - | -- | -- | - | ----- | - |
| 1. | «Уралмаш» (Свердловськ) | 6 | 4 | 1  | 0  | 1 | 14:7  | 9 |
| 2. | «Таврія» (Сімферополь)  | 6 | 4 | 0  | 1  | 1 | 13:6  | 8 |
| 3. | «Кубань» (Краснодар)    | 6 | 2 | 3  | 1  | 0 | 11:4  | 7 |
| 4. | «Іскра» (Смоленськ)     | 6 | 3 | 0  | 1  | 2 | 12:11 | 6 |
| 5. | «Спартак» (Кострома)    | 6 | 3 | 0  | 0  | 3 | 9:14  | 6 |
| 6. | «Сибіряк» (Братськ)     | 6 | 0 | 1  | 0  | 5 | 2:12  | 1 |
| 7. | «Трактор» (Павлодар)    | 6 | 0 | 0  | 2  | 4 | 4:12  | 0 |

## Фінальний турнір КФК
Фінальна частина чемпіонату УРСР серед колективів фізичної культури проходила в Черкасах. Перемогу здобув місцевий «Граніт».
| М  | Команда                  | І | В | Н | П | М   | О |
| -- | ------------------------ | - | - | - | - | --- | - |
| 1. | «Граніт» (Черкаси)       | 4 | 3 | 1 | 0 | 8:3 | 7 |
| 2. | «Сокіл» (Львів)          | 4 | 1 | 2 | 1 | 4:2 | 4 |
| 3. | «Гірник» (Дніпропрудний) | 4 | 2 | 0 | 2 | 3:5 | 4 |
| 4. | «Авангард» (Стрий)       | 4 | 2 | 0 | 2 | 3:5 | 4 |
| 5. | «Хімік» (Чернігів)       | 4 | 0 | 1 | 3 | 2:5 | 1 |